# Luca Curatoli
Luca Curatoli (* 25. Juli 1994 in Neapel) ist ein italienischer Säbelfechter.

## Erfolge
Luca Curatoli gab im Juni 2012 beim Weltcup in Warschau sein internationales Debüt. Der Rechtshänder, der für die G. S. Fiamme Oro der Polizia di Stato aktiv ist, gewann schließlich 2015 seine ersten Medaillen. Mit der Mannschaft wurde er in Montreux Vizeeuropameister, während ihm bei den Weltmeisterschaften in Moskau sogleich der Titelgewinn im Mannschaftswettbewerb gelang. 2016 in Toruń, 2017 in Tiflis und 2018 in Novi Sad wiederholte er mit der Mannschaft bei Europameisterschaften den Gewinn der Silbermedaille. Darüber hinaus belegte er 2017 im Einzel den dritten Platz. Bei den Weltmeisterschaften gewann er mit der Mannschaft in diesem Zeitraum 2017 in Leipzig Bronze sowie 2018 in Wuxi Silber. 2019 in Budapest und 2022 in Kairo folgten nochmals Mannschafts-Bronze, außerdem gewann er 2019 ebenfalls mit Bronze seine erste Medaille bei Weltmeisterschaften im Einzelwettkampf. In Düsseldorf erreichte er im selben Jahr mit der Mannschaft den dritten Platz bei den Europameisterschaften.
Bei den 2021 ausgetragenen Olympischen Spielen 2020 in Tokio ging Curatoli in zwei Wettbewerben an den Start. Im Einzelwettbewerb schied er gegen Iulian Teodosiu mit 13:15 gleich zum Auftakt aus. In der Mannschaftskonkurrenz bildete Curatoli mit Luigi Samele, Enrico Berrè und Aldo Montano ein Team. Nach einem knappen 45:44-Erfolg gegen die iranische Équipe und einem 45:43-Sieg gegen Ungarn trafen die Italiener im Finale auf die südkoreanische Mannschaft. Mit 45:26 setzten diese sich gegen Italien durch, womit Curatoli und seine Mannschaftskameraden die Silbermedaille gewannen. Ein Jahr später wurde er in Antalya im Einzel Vizeeuropameister. 2025 erreichte er Rang drei bei den Weltmeisterschaften in Tiflis.
Er ist der Halbbruder von Leonardo und Raffaello Caserta.